# La Tour du Pin (famiglia)
La famiglia dei La Tour du Pin fu una famiglia dell'alta nobiltà del Delfinato le cui origini possono essere fatte risalire fino al XII secolo, con Blerion o Berlion II, signore de la Tour-du-Pin, vivo nel 1107. Alcuni la collegano alla Casa di Auvergne (Alvernia) con Gérard de la Tour du Pin, nato verso il 970.

## Storia
Questa famiglia fu alleata alle più grandi famiglie medievali come quella d'Alvernia, di Puy Montbrun, d'Aix Artaud de Montauban, dei conti di Ginevra, di Beauvoir, dei d'Adhémar, dei Coligny.
Essi furono signori di Tour-du-Pin, Vinay, Vatilieu, Quinsonnas, Les Côtes-d'Arey, Illins, Montseveroux.
Il ramo collaterale dei La Tour du Pin nella regione di Trièves, i La Tour de Clelles, forma la branca illustre di La Charce e Gouvernet.
I suoi membri si sono distinti nelle armi, come René de La Tour du Pin (1834 – 1924), marchese di La Charce, che ha scritto anche in materia di cattolicesimo sociale; nella Chiesa, con Ugo de la Tour-du-Pin (1227 – 1249), morto nella settima crociata e Guy de la Tour-du-Pin (1250 – 1286), tutti e due vescovi di Clermont; nella letteratura con Patrizio de la Tour-du-Pin (1911 – 1975).
La famiglia fu ammessa agli honneurs de la cour (onori di corte).
Il ramo diretto della famiglia acquisì con Umberto I de la Tour-du-Pin la sovranità sul Delfinato, ed Umberto I ed i suoi discendenti ebbero il titolo di Delfini del Viennois che poi vendettero assieme a tale sovranità agli eredi primogeniti dei sovrani di Francia.

## Esponenti più significativi
- Alberto II (1160 – 1213), il cui nome e blasone compaiono nella prima sala delle crociate nel Castello di Versailles, figlio di Maria d'Auvergne (1180 – 1215),[2] e di Alberto I de la Tour-du Pin (1125 – dopo il 1198)[3] Partecipò alla terza crociata come il padre e creò la potenza dei signori de la Tour du Pin. Egli fu il capostipite del ramo famigliare che regnò nel Delfinato e che si estinse con Umberto II del Viennois nel 1355.[4].
- Alberto III (1180 – 1218), figlio del precedente
- Alberto IV (1205 – 1259), figlio del precedente, siniscalco del regno di Arles, sposò nel 1225 Beatrice di Coligny (1200 – 1241)

Alberto IV ebbe numerosi figli, tra i quali:
- - Beatrice de la Tour-du-Pin (1226 – 1306), andata sposa a Guglielmo del Rossiglione (1250 – 1277); fu la fondatrice della Certosa di Sainte-Croix-en-Jarez;
  - Alberto V, deceduto nel 1269, lasciando titolo e terre al fratello;
  - Umberto I de la Tour-du-Pin (1235 – 1307)

Umberto I de la Tour-du-Pin, signore de la Tour-du-Pin e di Coligny, sposando il 1º settembre 1273 Anna di Borgogna (1255 – 1298), figlia di Ghigo VII (1225 – 1269) e di Beatrice di Faucigny (1237 – 1310), ultima erede del titolo di delfino, acquisì il titolo e divenne Delfino del Viennois, trasmettendo il titolo ai suoi successori.
La dinastia diretta prosegue con:
- Giovanni II (1280 – 1319);
- Ghigo VIII (1309 – 1333), figlio di Giovanni II;
- Umberto II de la Tour-du-Pin (1312 – 1355), figlio di Giovanni II, succeduto al fratello Ghigo VII dopo la morte di quest'ultimo, chiuse la dinastia diretta dei la Tour du Pin e quella dei Delfini del Viennois stipulando il 29 marzo 1326 un accordo (trattato di Romans) con la Corona di Francia, alla quale cedé titolo e terre del Delfinato.

## Genealogia parziale

### Dal XI al XV secolo
Berlion de La Tour du Pin (1003 - 1032) - sposò Ildeardis:
1. Artaud (? - 1060):
  1. Berlion (c. 1020 - 1083) - sposò Adelsinde (c. 1025 - 1081):
    1. Guillaume - sposò Rose de Carcassone:
      1. Péronelle (? - dopo il 1086) - sposò Pierre II Chabot (c. 1020 - 1086): con discendenza;
      2. Berlion - sposò Eldegarde:
        1. Berlion IV (? - dopo il 1107):
          1. Walon:
            1. Walon

          2. Géraud (? - dopo il 1130) - sposò Marie:
            1. Albert I (? - dopo il 1184):
              1. Albert II (1160 - 1213) - sposò Marie d'Auvergne (c. 1165 - dopo il 1229):
                1. una figlia
                2. Alix (? - dopo il 1256) - sposò Guillaume II di Ginevra (1185 - 25 novembre 1252): con discendenza;
                3. Alasie (? - dopo il 1249): con discendenza;
                4. Albert III (1180 - 1218) - sposò Beatrix de Coligny (c. 1200 - 1237):
                  1. Guy
                  2. Albert IV (1205 - 1259):
                    1. Umberto (1240 - 1307) - sposò Anna di Borgogna (c. 1265 - 1299):
                      1. Margherita (1274 - dopo il 1355) - sposò Federico I del Vasto (1287 - 1336): con discendenza;
                      2. Beatrice (1275 - 1347) - sposò Ugo I di Chalon (1288 - 1322): con discendenza;
                      3. Guigues (1275 - 1319) - sposò Beatrice del Balzo di Avellino:
                        1. Anna (? - dopo il 1357) - sposò Raimondo IV del Balzo: con discendenza;

                      4. Alice (1280 - 1309) - sposò Giovanni di Forez (1275 - 1333): con discendenza;
                      5. Caterina (1280 - 1337) - sposò Filippo di Savoia-Acaia (1278 - 1334): con discendenza;
                      6. Giovanni II (1280 - 5 marzo 1319) - sposò Beatrice d'Ungheria (1290 - 1354):
                        1. Ghigo (1309 - 1333) - sposò Isabella di Francia (1312-1348):
                        2. Umberto II (1312 - 1355) - sposò Beatrice del Balzo:
                          1. Andrea (1333 - 1335)

                        3. Caterina (? - dopo il 1319)

                      7. Ugo (? - 1329) - sposò Maria di Savoia, baronessa di Faucigny (1298 - 1334)
                      8. Enrico (1296 - 1349), vescovo
                      9. Maria

                  3. Marie - sposò Rodolfo di Ginevra (c. 1215 - 1265): con discendenza;
                  4. Béatrix (? - 1306) - sposò Guillaume de Roussillon (c. 1242 - 1277): con discendenza;
                  5. Alix (? - dopo il 1289) - sposò Humbert II de Montluel: con discendenza;
                  6. Hugues :)
                  7. Banoile

                5. Sibylle (? - dopo il 1242) - sposò Siboud III de Beauvoir (c. 1190 - 1242): con discendenza;
                6. Hugues, vescovo di Clermont
                7. Guy, arcidiacono di Lione
                8. Berlion
                9. Bernard

              2. Berlion V (? - 1249) - sposò Alasie de Montluel:
                1. Berlion VI (? - 1256) - sposò Marguerite de Chateauneuf:
                  1. Aynard II (? - 1325) - sposò Agnes de Thoire et Villars:
                    1. Henry (? - 1325) - sposò Beatrix des Baux:
                      1. Hugues (? - 31 marzo 1334) - sposò Aymare de Tournon (c. 1290 - ?):
                        1. Hugonette (1315 - ?) - sposò Henri Bérenger (c. 1320 - 1351): con discendenza;
                        2. Aynard - sposò Artaude de Bressieux:
                          1. Billette - sposò Archambaud de Grolée: con discendenza;

                      2. Pierre

              3. Jacelme
              4. Guy

        2. Agnes

### Linea de la Tour-Gouvernet
Girard - sposò Catherine de Bucher;
1. Guigues - sposò Antoinette de Theys:
  1. Guigues (? - 1534) - sposò Anne Alleman:
    1. Pierre (? - 1563) - sposò Magdeleine de Sylve:
      1. Guigues (? - 1563) - sposò Esprite du Bousquet:
        1. René (1543 - 21 dicembre 1619) - sposò Isabeau Artaud de Montauban (1550 - ?):
          1. Lucrèce (1573 - ?) - sposò Jean II du Puy (1568 - 1664): con discendenza;
          2. Charles (1576 - 1643) - sposò Antoinette Bourrellon:
            1. Marguerite (1600 - 1640) - sposò François de Renard (1590 - 1683): con discendenza;
            2. Charles II (? - 1642) - sposò Madeleine de Vignolles (1586 - 1642):
              1. Isabeau (1627 - ?) - sposò Jacques de Génibrouse de St-Amans & Boissézon (1620 - ?): con discendenza;
              2. Charles III (1630 - ?) - sposò Esther d'Hervart (1637 - 1722):
                1. Charles Barthélemy (? - 1702) - sposò Louise Emile de Goussé de la Roche-Allard (? - 17 ottobre 1717):
                  1. Jeanne Angelique
                  2. Esther Emilie (? - 31 dicembre 1747) - sposò Alexandre Emmanuel de Cassagnes de Beaufort (1687 - 19 novembre 1769): con discendenza;
                  3. Victoire Jeanne

                2. Sabine

              3. René
              4. Gaspard (? - 1699) - sposò Sylvie de Lannes:
                1. Jean (1660 - 1731) - sposò Suzanne de la Tour la Cluse (? - 1774):
                  1. Louis René (1725 - 28 aprile 1794)
                  2. Jean Frédéric (22 marzo 1727 - 28 aprile 1794) - sposò Marie Thérès Billet (? - 1754); sposò poi Marguerite Cécile Séraphine Guinot de Monconseil (1733 - 1821):
                    1. (II) Cécile Suzanne (24 febbraio 1756 - 1803)
                    2. Frédéric Séraphine (6 gennaio 1759 - 26 febbraio 1837) - sposò Henriette Lucy Dillon (25 febbraio 1770 - 2 aprile 1853):
                      1. Frédéric Arthur Humbert (19 maggio 1790 - 1816)
                      2. Séraphine (1793 - 1795)
                      3. Charlotte Alix (1796 - 1822) - sposò Auguste de Liedekerke Beaufort (1789 - 1855): con discendenza;
                      4. Cécile (1800 - 1817)
                      5. Frédéric Claude Aymar (18 ottobre 1806 - 4 marzo 1867) - sposò Caroline Claire de la Bourdonnaye-Blossac (1818 - 1867):
                        1. Humbert (13 maggio 1855 - 1943) - sposò Louise Marie Eugénie Gabrielle de Clermont Tonnerre (14 luglio 1860 - 17 settembre 1931):
                          1. Sabine (17 luglio 1884 - ?)

                  3. Pierre Louis (1730 - 1816)

                2. Charles

          3. René II (1580 - 1616) - sposò Paule de Chambaud (1584 - 1639)
          4. Jean (? - 1625) - sposò Catherine Françoise de Pierre:
            1. Catherine Françoise (1619 - 1709) - sposò Pierre III de la Tour du Pin (1607 - 1675): con discendenza;

          5. César (1583 - 1645) - sposò Claude de Ginestous (? - 1618):
            1. Pierre III (1607 - 1675) - sposò Catherine Françoise de La Tour du Pin (1619 - 1709):
              1. Françoise (1635 - ?)
              2. René II Scipion (? - 20 settembre 1708) - sposò Jeanne Isabelle de la Croix:
                1. François Joseph Xavier (15 ottobre 1691 - 17 maggio 1762) - sposò Marie Marguerite Corneille (1697 - 1720):
                  1. René III (30 novembre 1715 - 12 febbraio 1778) - sposò Jacqueline Louise Charlotte de Chambly (1720 - 1791):
                    1. René IV Jean Mans (14 gennaio 1746 - 4 aprile 1794) - sposò Angélique Louise Nicole (1752 - ?):
                      1. René V Amable Louis (15 marzo 1780 - 1860) - sposò Marie Gabrielle Douet de la Boullaye (? - 1848):
                        1. Amélie Gabrielle Louise (1800 - 1867)
                        2. René Gabriel Henri Humbert (1801 - 1883) - sposò Charlotte Alexandrine de Maussion:
                          1. René VII Charles Humbert (1 aprile 1834 - 4 dicembre 1924) - sposò Marie Seraphine de la Tour du Pin Montauban (6 dicembre 1832 - 16 gennaio 1904)
                          2. Marie Joseph Jean Aymar (19 ottobre 1838 - 2 aprile 1903) - sposò Marie Michon de Vougy (c. 1847 - 16 marzo 1890):
                            1. Humbert (16 luglio 1869 - 16 gennaio 1951) - sposò Marie Le Gonidec de Penlan (c. 1871 - 19 aprile 1967):
                              1. René (27 giugno 1896 - 13 giugno 1948) - sposò Claude Dadvisard de Talairan (19 maggio 1907 - ?):
                                1. Humbert (19 ottobre 1934 - 16 giugno 1972) - sposò Gabrielle de Rochecouart de Mortemort (1936 - ?): con discendenza;

                            2. Jacques (9 dicembre 1873 - 5 ottobre 1950) - sposò Eulalie de Gargan (10 ottobre 1877 - 16 giugno 1957):
                              1. Marie (12 agosto 1909 - ?) - sposò François Marie Joaquim Joseph de Bertoult d'Hautecloque (22 gennaio 1908 - 18 luglio 1993): con discendenza;
                              2. Jean Marie Louis (1 luglio 1914 - ?) - sposò Marie Henriette Yvonne Simone de Cossé-Brissac de Biencourt (16 maggio 1917 - 8 giugno 1997): 
                                1. altri 6 figli
                                2. René (28 ottobre 1948 - 22 aprile 1964)

                            3. Jeanne (31 luglio 1875 - 24 febbraio 1969) - sposò Louis de Pierre de Bernis-Calvière (17 novembre 1873 - 21 febbraio 1938): con discendenza;
                            4. François (28 gennaio 1878 - 8 settembre 1914) - sposò Brigitte O'Connor (c. 1880 - 15 agosto 1948):
                              1. Aymar (2 novembre 1906 - 12 luglio 1979): con discendenza;
                              2. Patrice (16 marzo 1911 - 28 ottobre 1975) - sposò Anne de Pierre de Bernis-Calvière (15 marzo 1921 - ?):
                                1. altri 3 figli
                                2. Anne Dauphine (27 maggio 1946) - ha sposato Arnaud de Pontac: con discendenza;

                              3. Phillis

                        3. Alix Alexandrine Claudine (1805 - 1874)
                        4. Armand Fernand (1809 - 1887)
                        5. Augustine Marie Georgette (1812 - 1898)

                      2. Alexandre Louis Henri (1783 - 1866) - sposò Elisabeth Marie Modeste de Sesmaisons (? - 1835):
                        1. Louis Berlion Joseph (18 ottobre 1803 - 24 maggio 1866) - sposò Cécile Charlotte Aglaé Gabrielle du Bosc de Radepant:
                          1. Henri Berlion Gabriel (1834 - 1885)
                          2. Auguste Humbert Louis Berlion (1835 - ?)
                          3. Victoire Marie Louise Gabrielle (27 giugno 1836 - 19 dicembre 1915) - sposò Aynard de Clermont Tonnere (2 settembre 1827 - 14 gennaio 1884): con discendenza;
                          4. Scipion Charles Berlion (1841 - ?)

                        2. Rogatien (1807 - 1827)
                        3. Louise Mélanie (1808 - 1813)
                        4. Louise Elisabeth Charlotte (1814 - 1877) - sposò Alphonse Jean Claude René Théodore de Cornulier Lucinière (16 aprile 1811 - 23 marzo 1886): con discendenza;
                        5. Charles Gabriel René Berlion (6 gennaio 1820 - 19 dicembre 1891) - sposò Henriette Pepin de Bellisle (1824 - 1853):
                          1. Jacquemine Marie Henriette Gabrielle (11 maggio 1848 - 21 gennaio 1920)
                          2. Marguerite Juliette Marie Gabrielle (12 aprile 1850 - 11 aprile 1934)

                  2. Marie Philippine Marguerite (1717 - 1769) - sposò Louis François van der Gracht de Frétin (1698 - 1776): con discendenza;
                  3. Jacques (1720 - 1765)

              3. Phillis (1645 - 1703)
              4. Louis (1655 - 1714) - sposò Claude de Mazel (1665 - ?):
                1. Jacques Philippe Auguste (1685 - 1746) - sposò Madeleine Gabrielle Antoinette de Choiseul Lanques (1706 - 1775):
                  1. Philippe Antoine Gabriel Victor Charles (1723 - 1794) - sposò Jeanne Madeleine Bertin (1727 - ?):
                    1. Jeanne Antoinette Phillis Victoire (1749 - 1813)
                    2. René Jean Mans (26 luglio 1750 - 1781) - sposò Agathe Louise de Saint Antoine de Saint André (1754 - 1774); sposò poi Louise Charlotte de Béthune (18 giugno 1759 - 21 giugno 1818):
                      1. René Louis Victor (22 aprile 1779 - 4 giugno 1832) - sposò Honorine Camille Athénais Grimaldi (22 aprile 1784 - 8 giugno 1879):
                        1. Josephine Philis Charlotte Honorine (28 maggio 1805 - 6 aprile 1865) - sposò Jules Guigues de Moreton de Chabrillan (30 settembre 1796 - 13 febbraio 1863): con discendenza:
                        2. Louis Gabriel Aynard (12 giugno 1806 - 11 novembre 1855)

                  2. Louis Henri Jean Thomas (1726 - 1804)
                  3. Anne Madeleine Louise Charlotte Auguste (1730 - 1820)
                  4. Jean Frédéric (1734 - 1816) - sposò Adelaide Marguerite Pajot de Juvisy:
                    1. Antoine Victor Louis René (1778 - 1835) - sposò Adelaide Tourteau d'Orvilliers (4 aprile 1791 - 20 novembre 1862):
                      1. Guy Frédéric Louis (1811 - 1867)
                      2. Jeanne Adelaide (11 agosto 1812 - 3 dicembre 1862) - sposò Gustave Edmond Joseph Romuald De Turenne d'Aynac (? - 1893): con discendenza;
                      3. Aglaé Beatrix Adélaide (1816 - 1892)
                      4. Wilhelmine Frédérica Adelaide (2 ottobre 1819 - 4 novembre 1869) - sposò Louis Stanislas Henri des Monstiers-Mérinville (5 giugno 1813 - 15 ottobre 1880): con discendenza;

            2. René (1615 - ?)

          6. Marguerite (1584 - ?) - sposò Alexandre de Forest de Blacons; con discendenza;
          7. Hector (1585 - 1630) - sposò Anne Charlotte de Sauvain du Chaylar (1600 - 1676):
            1. Louis (1624 - 1692) - sposò Madeleine de Truchet:
              1. Antoine René (1680 - 1732) - sposò Madeleine Angélique d'Auvergne de Longpré (1694 - 1771):
                1. Madeleine (1711 - 1781)
                2. una figlia (1713 - ?)
                3. René IV Louis Henri (3 luglio 1718 - 1767) - sposò Gabrielle de Montferrand (1719 - 1743); sposò poi Victoire d'Hugues de Beaujeu (1727 - 1767):
                  1. (I) Angélique Magdeleine (1740 - 1783) -
                  2. Madeleine Gabrielle (1741 - 1816)
                  3. Louis Apollinaire, vescovo di Nantes e Troyes (1743 - 1807)
                  4. (II) Magdeleine Victoire Renée (1759 - ?): con discendenza;
                  5. Armand (1750 - 1810) - sposò Louise Guérin de Tencin (1751 - 1787):
                    1. René V Guillaume Claude François Jean (18 gennaio 1772 - 14 giugno 1837):
                      1. René VI (1835 - 1899)
                      2. Marie Seraphine (1832 - 1904)

                  6. David Sigismond

            2. Alexandre (1625 - 1697) - sposò Justine Lucrece du Poy de Montbrun (c. 1642 - 1697):
              1. Charles Louis (1672 - 16 ottobre 1739) - sposò Madeleine de Corteille de Vaurenard:
                1. Thomas Lucrecius (1705 - 1772)

              2. Jean

        2. Jacques (? - 1620) - sposò Jeanne de Sade:
          1. René